# Salviamo il salvabile/Ma che bella città
Salviamo il salvabile/Ma che bella città è il sesto 45 giri di Edoardo Bennato.

## Il disco
Bennato è l'autore dei testi e delle musiche di entrambi i brani; inoltre suona tutti gli strumenti.
Qualche mese dopo le due canzoni saranno inserite nell'album I buoni e i cattivi.
Il disco, prodotto da Alessandro Colombini, non ebbe un gran successo di vendite; in una recensione di questo disco Bennato fu definito come primo cantante italiano punk.
Esiste una edizione speciale per Jukebox fuori commercio.

## Salviamo il salvabile
Nel 1994 i Fratelli di Soledad realizzeranno una cover della canzone, inserita nel loro album omonimo.
Nel 2006 la canzone darà il titolo ad un triplo album antologico di Bennato, in cui è contenuta.

## Ma che bella città
La canzone venne reincisa da Bennato nel 1990 nell'album Edo rinnegato in un medley con "Abbi dubbi".
La versione originale è stata poi inserita nella tripla antologia Salviamo il salvabile del 2006.

## Tracce
Testi e musiche di Edoardo Bennato, Edizioni musicali Pegaso / Wiz Music.
Lato A
1. Salviamo il salvabile – 4:10

Lato B
1. Ma che bella città – 2:45

## Musicisti
- Edoardo Bennato: voce, armonica, chitarra 12 corde, kazoo, percussioni.